# Лінвуд (Пенсільванія)
Лінвуд (англ. Linwood) — переписна місцевість (CDP) в США, в окрузі Делавер штату Пенсільванія. Населення — 3949 осіб (2020).

## Географія
Лінвуд розташований за координатами 39°49′28″ пн. ш. 75°25′28″ зх. д. / 39.82444° пн. ш. 75.42444° зх. д. (39.824370, -75.424380).  За даними Бюро перепису населення США в 2010 році переписна місцевість мала площу 1,33 км², уся площа — суходіл.

## Демографія
Згідно з переписом 2010 року, у переписній місцевості мешкала 3281 особа в 1179 домогосподарствах у складі 839 родин. Густота населення становила 2475 осіб/км².  Було 1264 помешкання (954/км²).
Расовий склад населення:
| - 87,6 % — білих - 8,0 % — чорних або афроамериканців - 0,6 % — азіатів - 0,1 % — корінних американців |

До двох чи більше рас належало 3,2 %. Частка іспаномовних становила 3,7 % від усіх жителів.
За віковим діапазоном населення розподілялося таким чином: 27,8 % — особи молодші 18 років, 63,0 % — особи у віці 18—64 років, 9,2 % — особи у віці 65 років та старші. Медіана віку мешканця становила 32,7 року. На 100 осіб жіночої статі у переписній місцевості припадало 94,3 чоловіків;  на 100 жінок у віці від 18 років та старших — 91,4 чоловіків також старших 18 років.
Середній дохід на одне домашнє господарство  становив 60 502 долари США (медіана — 55 455), а середній дохід на одну сім'ю — 61 830 доларів (медіана — 54 063). Медіана доходів становила 49 324 долари для чоловіків та 32 917 доларів для жінок. За межею бідності перебувало 14,2 % осіб, у тому числі 20,1 % дітей у віці до 18 років та 2,9 % осіб у віці 65 років та старших.
Цивільне працевлаштоване населення становило 1545 осіб. Основні галузі зайнятості: роздрібна торгівля — 21,5 %, освіта, охорона здоров'я та соціальна допомога — 17,8 %, мистецтво, розваги та відпочинок — 13,3 %.